# Народно-демократическая партия Таджикистана
Наро́дно-демократи́ческая па́ртия Таджикиста́на, также встречается вариант Наро́дная демократи́ческая па́ртия Таджикиста́на, сокр. НДПТ (тадж. Ҳизби халқии демократии Тоҷикистон / Hizbi xalqii demokratii Tojikiston; перс. حزب خلق دموکرات تاجیکستان‎) — официально зарегистрированная левоцентристская правящая политическая партия в Таджикистане. Является крупнейшей политической партией страны, так называемой «партией власти». Члены НДПТ занимают 51 место из 63 в Маджлиси Оли Республики Таджикистан — парламенте Таджикистана.
Лидером партии с апреля 1998 года является президент страны Эмомали Рахмон.
Партия располагается во дворце «Кохи Вахдат» (Дворец Единства), который расположен на проспекте Рудаки, в центре столицы Таджикистана Душанбе.

## Основная информация
Оргкомитет партии был образован в 1993 году, а сама партия учреждена 10 декабря 1994 года тогдашним первым заместителем председателя Верховного Совета Республики Таджикистан — Абдулмаджидом Достиевым. До апреля 1998 года называлась Народной партией Таджикистана. Партия имеет свои отделения во всех регионах и наиболее крупных населённых пунктах Таджикистана. Молодёжным крылом партии является движение «Со́зандаго́ни Вата́н» (Созидатели Родины).
Партия выступает за светское государство и общество (секуляризм), считается левоцентристской, с элементами этатизма, антиклерикализма и национал-консерватизма.
Согласно уставу партии, НДПТ нацелена на создание «суверенного, демократического, светского, социально ориентированного и унитарного государства со стабильной экономикой». Также в уставе говорится о «надеждах на улучшение благосостояния общества, защиты интересов граждан, независимо от их социального статуса, национальности или религиозных предпочтений».
Партия впервые участвовала на парламентских выборах в 1995 году. По итогам выборов, Народная партия Таджикистана получила пять мест в парламенте страны, став второй партией республиканского парламента после Коммунистической партии Таджикистана, которая получила 60 мест.
В марте 1998 года в Народно-демократическую партию Таджикистана вступил президент Таджикистана Эмомали Рахмонов, а в апреле того же года был избран председателем партии. На президентских выборах 1999 года, Рахмонов в качестве кандидата в президенты выдвигался от НДПТ. По итогам выборов, Рахмонов во второй раз стал президентом Таджикистана, набрав 97,6 % голосов.
По итогам парламентских выборов 2000 года, НДПТ получила 36 из 63 мест в Маджлиси Оли Республики Таджикистан — парламента страны, став тем самым правящей партией в Таджикистане. Бывшая правящая партия страны — Коммунистическая партия Таджикистана смогла получить лишь 13 мест, заняв второе место.
Парламентские выборы 2005 года также стали удачными для НДПТ, так как она смогла получить 49 мест из 63 и сохранить титул правящей партии, заняв 64,5 % мест в парламенте. На президентских выборах 2006 года, Эмомали Рахмонов также выдвигался в кандидаты от НДПТ. По итогам выборов, Рахмонов снова стал президентом страны, набрав 79,3 % голосов избирателей.
Парламентские выборы 2010 года стали для НДПТ пока самыми успешными в ее истории, так как партия получила рекордные 55 мест из 63 в Маджлиси Оли. На пока последних для Таджикистана президентских выборах в 2013 году, действующий президент Таджикистана Эмомали Рахмон также традиционно выдвигался от НДПТ. По итогам выборов Рахмон набрал 83,9 % голосов и снова стал президентом Таджикистана.
На парламентских выборах в 2020 году партия смогла получить 47 мест из 63 в парламенте страны, удержав за собой статус правящей партии.

## Результаты на парламентских выборах
| Выборы | Мандаты  |
| ------ | -------- |
| 1995   | 5 из 181 |
| 2000   | 36 из 63 |
| 2005   | 49 из 63 |
| 2010   | 55 из 63 |
| 2015   | 51 из 63 |
| 2020   | 47 из 63 |
| 2025   | 49 из 63 |

## Выборы президента
| Год  | Кандидат от партии | %    |
| ---- | ------------------ | ---- |
| 1994 | Эмомали Рахмонов   | 59,5 |
| 1999 | Эмомали Рахмонов   | 97,6 |
| 2006 | Эмомали Рахмонов   | 79,3 |
| 2013 | Эмомали Рахмон     | 83,9 |
| 2020 | Эмомали Рахмон     | 90,9 |

## Международное сотрудничество
Народно-демократическая партия Таджикистана имеет дружественные двусторонние сотрудничества с рядом иностранных политических партий. Так, НДПТ имеет такие отношения с российской правящей партией «Единая Россия», с казахстанской правящей партией «Аманат», с азербайджанской правящей партией «Ени Азербайджан».

## Партийная печать
Партийной печатью НДПТ является газета «Минбари́ халқ» (с тадж. — «Народная трибуна»), издающаяся на таджикском, русском и узбекском языках два раза в неделю с тиражом примерно 30 тысяч экземпляров, и газета «Хидоят» (с тадж. — «Напутствие»), издающаяся на таджикском, русском и узбекском языках два раза в месяц. Также партией издаются общественно-политические журналы «Мехвар» и другие.